# Sybra densestictipennis
Sybra densestictipennis là một loài bọ cánh cứng trong họ Cerambycidae.